# Frickenhaus (Wuppertal)
Frickenhaus ist eine Hofschaft im Norden der bergischen Großstadt Wuppertal.

## Lage und Beschreibung

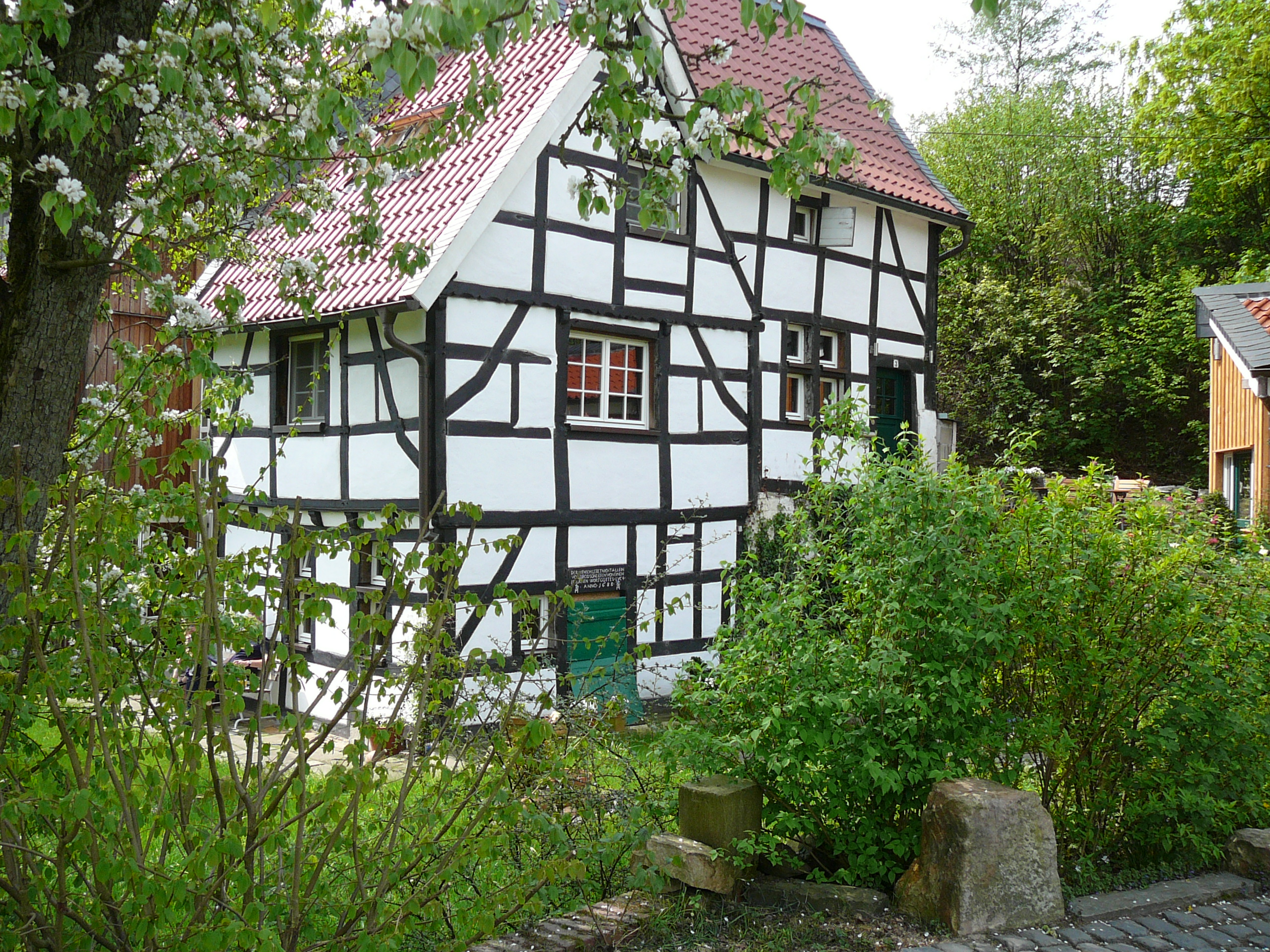
Der denkmalgeschützte Hof Klein Frickenhaus von 1689

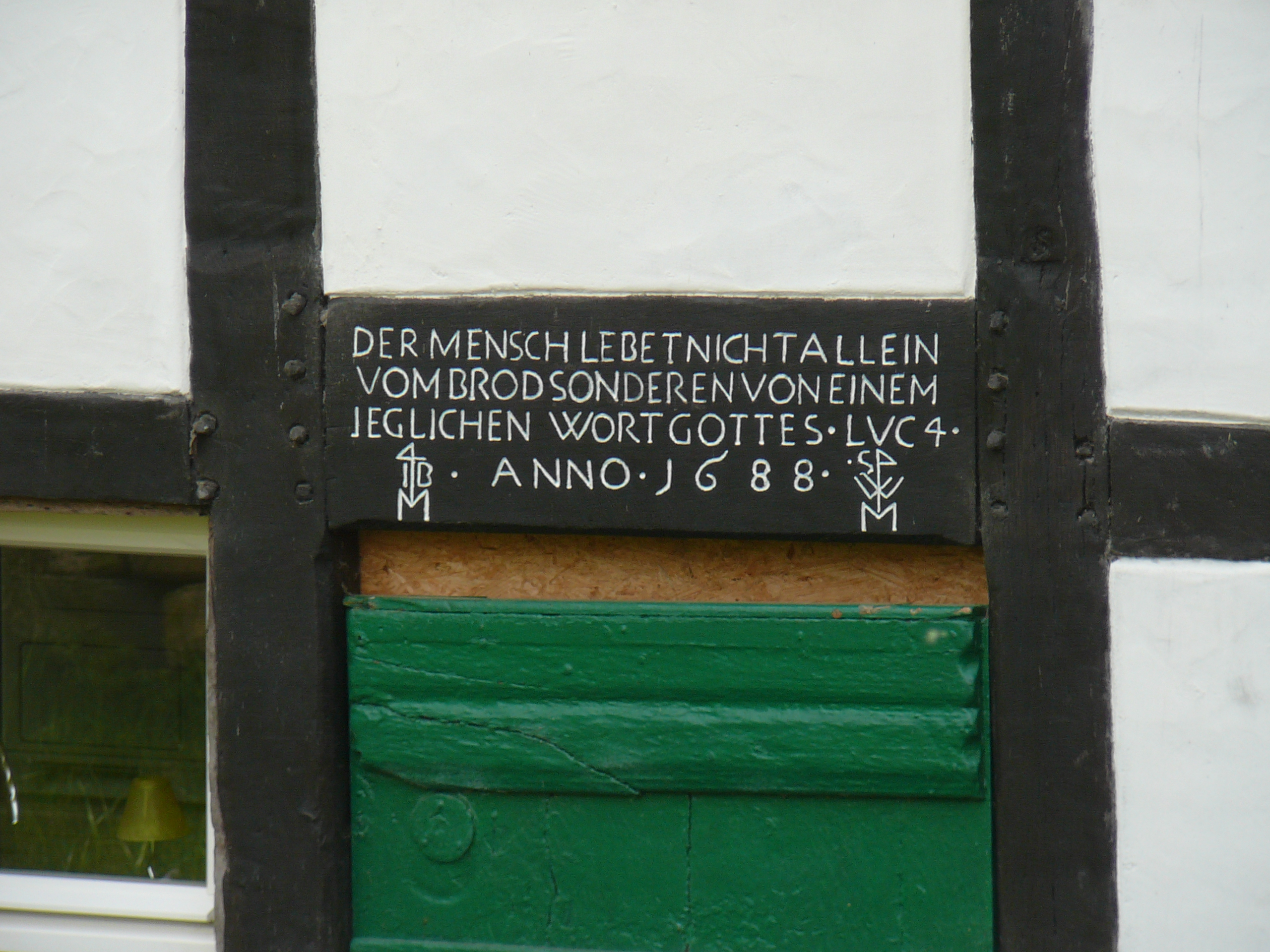
Inschrift über der Tür

Die Hofschaft liegt im Nordosten des Wohnquartiers Siebeneick im Stadtbezirk Uellendahl-Katernberg auf einer Höhe von 225 m ü. NHN im Tal des Heidacker Bachs.
Benachbarte Orte sind die unmittelbar angrenzende Orte Brink, Schmitzhaus, Untenrohleder und Heidacker, sowie die umgebenden Orte Obenrohleder, Schneis, Saurenhaus, Schmürsches, Mutzberg, Dümpel, Fingscheidt, Worth, Schevensiepen, Krieg und Wolfsholz. Nordöstlich befindet sich die Erhebung Woltersberg im Waldgebiet Große Busch/An Woternocken.
In der lokalen Mundart wurde der Ort auch als kleen Frickenes und groat Frickenes bezeichnet.

## Geschichte
Der Hof Frickenhaus wurde erstmals um 1490 in einem Schatzbuch märkischer Untertanen erwähnt. 1500 erfolgt die Erwähnung als Hannes Fricken to Sevenecke in einem Verzeichnis vom Kurmede- und Wachszinspflichtigen des Stiftes Werden. 1703 ist die Zugehörigkeit zur Hardenberger Bauerschaft Oberste Siebeneick beurkundet, die damalige Bezeichnung lautete Frickenhuiß. Von Frickenhaus, das nun Groß Frickenhaus genannt wird, spaltete sich Klein Frickenhaus ab. Beide Höfe bilden heute zusammen Frickenhaus.
Im 19. Jahrhundert gehörte Frickenhaus zu der Bauerschaft Obensiebeneick und der Kirchengemeinde Dönberg in der Bürgermeisterei Hardenberg, die 1935 in Neviges umbenannt wurde. Damit gehörte es von 1816 bis 1861 zum Kreis Elberfeld und ab 1861 zum alten Kreis Mettmann. 
Im Gemeindelexikon für die Provinz Rheinland von 1888 werden zwei Wohnhäuser mit sieben Einwohnern angegeben.
Mit der Kommunalreform von 1929 wurde der östliche Teil von Obensiebeneick um Frickenhaus abgespalten und zusammen mit südlichen Dönberger Ortschaften in die neu gegründete Stadt Wuppertal eingemeindet, der Rest Obensiebeneicks verblieb zunächst bei Neviges. Durch die nordrhein-westfälische Gebietsreform kam Neviges mit Beginn des Jahres 1975 zur Stadt Velbert und das restliche Obensiebeneick wurde ebenfalls Wuppertal eingemeindet.

## Denkmalgeschützte Häuser
Das 1689 erbaute Fachwerkhaus des Hofes Klein Frickenhaus (heutige Anschrift Untenrohleder 3) ist im mustergültigen, und bis auf einen nachträglich angefügten Anbau im originalen Zustand erhalten. Es ist seit 1994 aufgrund des selten nachgewiesenen regionalen Haustyps denkmalgeschützt.